# Balantidiopsis
Genre
Balantidiopsis est un genre de Ciliés de la famille des Balantidiidae.

## Description

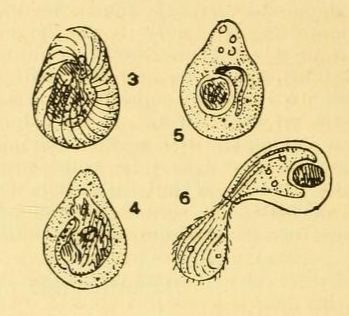
Dessin de Balantidiopsis muscicola par Penard en 1922 :
- 3 : À peine un Rotifère (Callidina sp.) avalé, le Cilié s’enkyste ou
passe à l’état de repos, en s’entourant d’une pellicule incolore très fine.
- 4 : Le Cilié n'est plus qu’une petite masse jaunâtre, ovoïde, ou plus souvent
pyriforme, dont le contour général est vaguement celui de la proie capturée.
- 5 : À l’un des pôles apparaissent de petites vacuoles qui se réunissent en une seule.
- 6 : Cette vacuole grossit, fait sauter la pellicule d’enveloppe ; la masse
interne sort peu à peu, d’abord une faible protéburance, puis une sorte de bourse, qui
grandit lentement et sur laquelle on voit battre des cils.

L'espèce type Balantidiopsis muscicola est un être unicellulaire au corps ovoïde, allongé, d'une longueur de 80 à 100 μm, très métabolique, presque toujours un peu étiré en avant, et infléchi sur une face ventrale, plane, par opposition à une face dorsale renflée. La face ventrale porte dans sa région antérieure une sorte de disque adhésif, ou zone dépourvue de cils, qui se confond plus haut avec la région buccale. La région buccale représente également une plage allongée, entourée à son bord d’un cercle de cils très forts et très épais. La bouche est en fente, difficilement visible, bordée d’un ruban finement strié. Les lignes ciliaires sont bien dessinées, longitudinales à la face dorsale, arquées à la face ventrale et y contournant le disque caractéristique. À part cette aire discoïde spéciale, le corps est en entier recouvert de cils serrés et très fins. Le cytoplasme est bourré de poussières qui donnent à ce protiste une coloration jaunâtre. Le noyau est allongé en ruban ou en fer à cheval ; il y a un micronoyau adjacent et entre dix et vingt vésicules contractiles réparties sans ordre dans l’ectoplasme.

## Habitat
L'espèce type a été trouvée sur des mousses sur de vieux murs.

## Systématique
Ce genre a été décrit en 1922 par le microbiologiste suisse Eugène Penard, sous le nom Balantidiopsis. Il s'agit d'un nom illégitime selon The Taxonomicon (2 octobre 2023). Balantidiopsis muscicola est l'espèce type, déplacée par son auteur en 1930 dans le genre Balantidioides (famille des Reichenowellidae).

## Liste des espèces
Selon GBIF (2 octobre 2023) :
- Balantidiopsis bacteriophorus
- Balantidiopsis bivacuolata
- Balantidiopsis rotundum
- Balantidiopsis serpentis
- Balantidiopsis testudinis

## Publication originale
- E. Penard, Études sur les infusoires d'eau douce, Genève, Inconnu, 1922, 352 p. (OCLC 8642818, DOI 10.5962/BHL.TITLE.11630, lire en ligne ), p. 15.